# 河高地 (犹他州)
河高地（英語：River Heights）是美国犹他州卡什县下属的一座城市。面积大约为0.63平方英里（1.6平方公里），海拔约为4,580英尺（1,400米）。根据2010年美国人口普查，该市有人口1,734人。